# 김장생
김장생(金長生, 1548년 7월 8일~1631년 8월 3일)은 조선의 유학자, 정치인, 성리학자, 저술가, 문신이다. 문묘에 종사된, 동방(東方)의 해동 18현 중의 일원이다.
이른바 동방 18현 중의 한 사람이며, 자(字)는 희원(希元), 호(號)는 사계(沙溪),  아버지는 사헌부 대사헌 김계휘(金繼輝)이고, 본관은 광산이다.
처음에 구봉 송익필에게 훈고학과 예학을 배웠고, 후에 율곡 이이에게 성리학을 배워 예학파 유학의 거두가 되었으며, 그 뒤 우계 성혼의 문하에도 출입하여 수학하였다.
1578년(선조 11년)에 학행(學行)으로 천거를 받은 음서로써 관직에 올라 창릉참봉, 돈령부참봉 등을 지낸 뒤 순릉참봉(順陵參奉), 평시서봉사(平市署奉事)를 지낸 뒤 관직에서 물러나 송익필의 문하와 성혼의 문하를 출입하며 학문을 연마하였다. 이후 활인서별제(活人署別提)·사포서(司圃署)·사옹원(司饔院) 봉사가 내렸으나 모두 병으로 나가지 않았다.
정여립의 옥사 등으로 인해 잠시 은퇴하였고, 임진왜란 때는 호조정랑으로 군량미 조달에 노력하였다. 그 뒤 전란이 종결되자 충청도 단양군수, 경기도 남양부사(南陽府使)·양근군수(楊根郡守)·안성군수, 전라도 익산군수, 강원도 철원부사 등의 지역 지방관을 지내며 선정을 베풀었다. 인조 때는 호조참판과 형조참판을 지낸 뒤 가의대부 행용양위부호군에 이르렀으며, 관직에서 물러나 학문 연구와 후학 양성에 전념하였다.
계해반정(인조반정)이 일어난 이후로는, 서인 산림파(산당)의 영수로 공신 세력에 대항하여 영향력을 발휘하였다. 송익필과 이이, 성혼 등의 제자이자 계승자로 이른바 〈기호학파〉를 형성 및 확장하는데에 기여하였고, 예학에 정통하였다. 자신의 문하생으로는, 김집(차남)과, 송시열 등을 길러냈다. 사후 이조판서에 증직되었다가, 다시 의정부영의정에 거듭 추증되었다. 시호는 문원(文元).

## 생애

### 생애 초반

#### 출생과 가계
1548년 7월 8일 출생하였으며, 할아버지는 지례현감 호(鎬)이고, 아버지는 사헌부 대사헌 황강(黃岡) 김계휘(金繼輝)이며, 어머니는 정부인 평산신씨(平山申氏)로 의정부우참찬 이간공(夷簡公) 신영(申瑛)의 딸로 한성부에서 태어났다. 본관은 광산으로 자(字)는 희원(希元), 호는 사계(沙溪)이다. 숙부는 김은휘로 후일 아버지 송사련의 죄로 환천당할 뻔한 송익필, 송한필 형제의 피신을 적극 도와주기도 했다. 그 중 송익필이 훗날 그의 스승이 된다.
김장생은 신라 신무왕 김우징(新羅 神武王 金祐徵)의 셋째 아들인 광산부원군 김흥광의 후손이었다. 조선 초기에 살던 그의 7대조 김문(金問)은 과거에 급제했지만 일찍 요절한다. 사헌부대사헌을 지낸 허응의 딸인 부인 양천 허씨 부인은 일찍 결혼했으나 1393년(조선 태조 2년) 17세 때에 과부가 된다. 허응 내외가 딸을 재혼시키려 했으나 딸 허씨는 재혼을 거부하고 시댁이 있는, 지금의 충청남도 논산군 연산면까지 내려왔다 하며 이때 호랑이가 허씨 부인을 연산까지 수행했다 한다. 이 사실이 알려져 세조 때 정려가 세워졌다. 유복자 아들인 김철산(金鐵山)은 의정부 좌의정 등을 지낸 김국광(金國光), 김겸광(金謙光), 김정광(金廷光), 김경광(金景光) 등을 둔다. 김장생의 5대조 김국광은 세조의 즉위를 도운 공로로 원종공신(原從功臣) 3등에 올랐고 승지, 병조판서, 의정부우찬성 등을 거쳐 좌의정에 이르렀다.
고조부 김극뉴(金克忸)는 사헌부 대사헌, 증조부 김종윤(金宗胤)은 진산군수(珍山郡守), 할아버지 김호(金鎬)는 지례현감(知禮縣監)을 역임했고 아버지 황강(黃岡) 김계휘와 삼촌 김은휘는 각 모두 학행과 덕망으로 명성을 쌓게 되었다. 그의 아들이 김집(金集)과 김반으로, 그의 둘째아들 김집(1574~1656)은 아버지인 김장생 자신의 학통을 계승하였고, 셋째아들 김반(1580~1640)은 가계적인 직맥상으로, 숙종(1661~1720)의 정비 인경왕후(1661~1680)의 증조 할아버지이자, 숙종의 첫번째 국구(國舅)였던 김만기(1633~1687)의 할아버지이고, 소설 《구운몽》과 소설 《사씨남정기》의 저자 김만중(金萬重, 1637~1692)의 할아버지이기도 하며, 병자호란 당시의 충절의 절신 여남 김익겸(1614~1637, 셋째아들 김반의 적출 셋째아들)의 아버지이고, 서인 중진 광남 김익훈(1619~1689, 셋째아들 김반의 서출 넷째아들)의 아버지이기도 하다.

#### 불우한 소년기
1551년(명종 7년)에 어린 네살 소년 시절 때의 김장생은 “행동거지가 점잖고 제법 진중하며, 말과 웃음을 함부로 하지 않았다”고 한다. 오히려 학식이 있는 사람들은, 당시 불과 네살 난 그의 어린아이 답지 않은 조숙함을 보고 나서는, 고개를 절레절레 내젓고 끌끌 혀를 차면서 한숨을 뱉어 쉬고는 네살배기 김장생의 이렇듯 조숙한 행태를 가리키면서, '그저 통탄스럽도다. 오히려 공자(소년 김장생)께서는 멀지아니하여, 곧 신체 건강의 그릇됨을 느끼게 되리라...'며 멀지않은 씁쓸함을 알았다고 한다. 결국 머지않아, 이듬해 1552년(명종 8년)의 다섯살 어린 시절의 김장생 그는 갈수록 병약하여 신체적으로 잔병치레를 겪었다. 1년 후가 지나더니 1553년(명종 9년)에 아버지 김계휘는 윤원형 일파, 심통원 일파 등 조정의 척신들에게 미움을 받고 인사불이익을 당했다. 한성부에서 요양하던 여섯살 소년 김장생 그는 고향의 할아버지 김호의 집에 맡겨져 교육받아야 했다. 1558년(명종 14년) 때에는 어머니 평산 신씨가 세상을 떠나, 충남 논산군 연산 선산에 장사하였다.
할아버지 김호는 손자 김장생이 건강을 회복하면서, 한편으로는 친손 김장생이 총명한 것을 보고, 장차 큰 인물이 되리라 예상하였다. 그러나 손자가 병약한 데다 어머니를 일찍 여의었던 것을 불쌍히 여겨, 항상 자신의 곁에 두고 밖의 스승에게 보내지 않았다고 한다. 할아버지인 김호의 문하에서 글을 배웠지만 그는 공부는 멀리하였고, 과거 시험 공부 역시 멀리하였다. 나중에 김장생 본인도 사계전서 4권에 실린 '왕언첩서'에서 '나는 기질(氣質)이 어리석고 둔하여 어려서부터 배움을 잃고 과거의 글공부에도 뜻이 없었다.'며 유년기를 회상했다. 1557년 구봉 송익필의 문하에 들어가 글을 배우고 사서(四書), 육경(六經), 근사록(近思錄) 등을 수학하였다.

#### 청소년기
아버지 김계휘의 친구가 율곡 이이(李珥)와 우계 성혼, 구봉 송익필이었으므로 특별히 그들을 찾아가 수학하였다. 또한 아버지 김계휘는 사암 박순, 기대승 등과도 친구로 지냈으므로 훗날 사계는 그들의 문인들과도 인맥을 형성하였다. 송익필은 본래 서자의 후손이었지만 사람을 가리지 않던 아버지 김계휘와 삼촌 김은휘는, 송익필과 송한필 형제를 각별히 아끼고 친구로 사귀었다. 사계는 1557년(명종 12년) 열살의 어린 나이로 예학자 구봉 송익필(宋翼弼)을 찾아가 사사하였다.
| “ | 나는 근사록을 구봉 송익필에게서 배웠는데, 구봉은 매우 영리하고 비범하여 글을 보면 막힘이 없었다. 남도 자기와 같은 줄 알고, 한번 읽고 지나가면 전혀 해설해 주지 않았다. 나는 처음에 정신이 아득하여 배우지 아니한 것 같았다. 물러나 바르게 앉아 보고 또 본 것을 다시 보면서 몹시 애썼으며, 읽고 생각하며 읽기를 밤낮으로 계속하였더니 점점 깨달은 바가 있었다. 그러나 천백번 생각하여도 마침내 깨닫지 못한 것은 묻기를 청하였으니 글읽기를 나같이 부지런히 한 사람도 없을 것이다. | ” |

1560년 송익필로부터 사서(四書)와 《근사록 近思錄》 등을 수학하였다. 훗날 스승 송익필이 아버지 송사련이 자신의 외가를 모함한 죄로 핍박받을 때 스승을 변호한 인물들 중의 한 사람이 김장생이었다. 김장생의 학문에 대한 열정을 직접 들은 송시열은, 다시 그의 문인들에게 자신의 스승에 대해 말했다.
| “ | 일찍이 선생에게 듣기를, ‘어려서 구봉 송익필에게 가서 글을 배울 때 간장도 없이 소금으로 밥을 먹었다. 해를 넘겨 돌아오는 길에, 한 노비의 집에서 비로소 나물국이 있는 식사를 하였는데, 그 아름다운 맛을 오래도록 잊지 못했다’고 하시니 선생의 각고의 학문을 가히 알 수 있다. | ” |

송익필의 문하에서 수업할 때 행동이 무게가 있고 말이나 웃음을 함부로 하지 않으니 송익필은 그가 제자임에도 눈여겨봤고, 그를 제자임에도 함부로 대하지 않고 깍듯이 대우하였다. 김장생은 과거에 뜻을 두지는 않았으나, 학문에 대한 열의와 정성이 남달랐다. 이를 본 식자들은 장차 덕성을 갖춘 큰 인물이 될 것이라 말했다. 1561년(명종 16년)에 김장생은 지례현감으로 부임하는 할아버지 김호를 따라 경상도 지례(知禮)로 갔으나, 그 해 12월 지례현감으로 있던 할아버지 김호가 사망했다. 이에 김장생은 고향인 연산군으로 돌아가 아버지 김계휘와 함께 연산에서 3년 상(三年喪)을 치렀다. 1564년(명종 19년)에 아버지 김계휘가 복직되자 한성부의 집으로 되돌아왔다.

#### 이이, 성혼에게 수학
1566년(명종 21년) 김장생은 첨지중추부사를 지낸 조대건(曺大乾)의 딸 창녕조씨(昌寧曺氏)와 결혼했다. 장인(丈人) 조대건은 중추부판사를 지낸 조광원(曺光遠)의 아들로, 경기도 삭령군수(朔寧郡守)를 지낼 때 선정을 베풀어 승진하였다. 창녕조씨 부인에게서 김은(金隱), 김집(金集), 김반(金槃) 등을 두었는데 신독재 김집은 김장생의 사상, 학문적 계승자였고, 허주 김반은 인경왕후의 증조부이자, 서인당의 책사 광남 김익훈, 병자호란 때 순절한 김익겸의 할아버지였고, 광성부원군 김만기와 유명한 국문소설가 서포 김만중의 할아버지였다. 후처인 김씨에게서는 김영(金榮), 김경(金檠), 김고(金杲), 김구(金榘), 김규(金槼), 김비(金棐) 등을 두었다.
1567년(명종 22) 서인의 당수이자 대학자인 율곡 이이(李珥)의 문하에 들어가 수학하였다. 율곡 이이의 문하에서 수학함으로써 목은 이색-포은 정몽주-야은 길재-강호 김숙자-점필재 김종직-한훤당 김굉필, 일두 정여창-정암 조광조-휴암 백인걸-율곡 이이로 이어지는 성리학의 학통을 수학하였다. 율곡 이이의 문하에서 도학과 예학을 수학하여 마침내 유학의 종장(宗匠)이요 예학(禮學)의 태두가 되었다. 훗날 김장생은 이이의 문하에서 수학하며 '유학의 뜻을 깊이 새기고, 힘써 실행하려 했다. 스스로도 “(나는) 20살이 되어 비로소 옛 사람의 학문에 뜻이 있음을 깨달아 드디어 선현(先賢)의 문하를 쫓아 학문의 대강을 들어 알았다.'고 한다. 글재주와 이해력이 남달랐던 그는 일약 율곡 이이의 총애를 받고 그의 수제자가 되었다.
당대의 대학자인 이이의 수제자가 되어 그의 학통을 계승했으며, 이색, 정몽주의 법통을 계승했다. 1567년 아들 김은이 태어났다. 그러나 김은은 임진왜란 때 왜군에 의해 피살되고 아들인 신독재 김집이 그의 가계를 계승하지만 신독재 김집 역시 정실부인에게서 자식이 없었으므로 적자는 셋째 아들인 김반의 후손들만 남게 되었다. 1574년(선조 7년) 아들 신독재 김집이 태어났다. 김장생은 일찍부터 말을 깨우치고, 총명하고 특별한 재능을 지닌 아들 김집을 특별히 총애하였다. 김집은 그의 사상적, 학문적 계승자가 되었다. 김집은 아버지 김장생과 함께 문묘(文廟)에 배향되어 명성을 날렸다.
김장생은 이이의 각별한 총애를 받았다. 율곡 이이가 구봉 송익필에게 글을 보내 말하기를 “김장생이 와서 20여일 머물면서 조용히 학문을 강론하고 있었는데 그의 부친이 불러 돌아가게 되니 이 때로부터 상장(相長)의 이익이 없게 되었습니다.”라고 했다.
1575년(선조 8년) 가을, 아버지 김계휘가 평안도관찰사로 부임하자, 김장생도 평안도로 갔다. 조선시대 평안도는 상업과 광업이 발달하여 물자가 많고 번화한 곳이었다. 유흥객들이 날마다 음악과 여색으로서 즐거움을 삼았고 김장생에게도 온갖 유혹의 손길이 왔다. 그러나 김장생은 모두 거절하고 사람들과 잘 어울리지 않았다. 여가가 있을 때 어울리더라도 조금도 오만하지 않고 몸가짐을 바르게 하고, 향락을 기피하여 모두들 '보통 사람으로는 어려운 일'이라며 경외하였다. 김장생이 송시열에게 “내 젊었을 때 색욕을 금하고 공부에 전념하였다. 비록 오래 평안도에 머물렀으나 끝내 마음에 잡된 생각을 가져 본 바 없다”고 한 것은 이를 두고 한 말이다.
온갖 유혹과 아쉬움과 번뇌가 있었지만 청소년기의 김장생은 이를 극복하고 주색잡기의 유혹을 물리쳤다. 그 뒤 율곡 이이와 송익필의 천거로 경기도 파주군 파산(坡山)의 에 있는 우계 성혼(牛溪 成渾)의 문하에도 출입하여 수학하였다. 성혼은 조광조의 수제자인 백인걸의 문인임에도 이황의 주리론(主理論)과 이이의 주기론(主氣論)을 종합하는 독특한 의견을 보이고 있었다. 후일 그는 '나는 율곡에게는 마음으로 기뻐하며 진실로 복종하여 항상 더 할 바가 없다고 여겼다. 하지만 우계에 대하여는 차등적인 생각이 없지 않았다. 그러므로 우계 문하인이 불평하지 않을 수 없었는데, 그 후에 자주 왕래하여 그 풍채와 용모[氣貌]를 살펴보고 그 의논을 들은 후에야 율곡이 도의로서 사귄 이유를 알게 되었다.'고 하였다.
이이, 성혼 등은 "남이 다른 의견을 제기할 때 자기만 옳다고 하지 않는 것은 어렵다. 더구나 이는 재주가 뛰어나고 학력이 풍부한 사람으로서는 갖기 어려운 덕목"이라며 김장생을 높이 평가했다. 스승 구봉 송익필은 김장생의 이런 점을 "매우 아름답고 아름답다"고 칭찬했다. 그 뒤 과거를 포기하고 성리학 연구와 학습에 몰두하다가 1575년(선조 8년) 아버지 김계휘를 따라 관서지방을 유람하다 평양에 갔었는데 언제나 조행이 방정하여 세인의 칭송을 받았다.

### 관료 생활과 학문 활동

#### 관료 생활 초반
13세부터 송익필의 문하에서 그리고 20세부터 이율곡의 문하에서 공부하였지만, 과거에는 응시하지 않았다. 그럼에도 불구하고 그의 학문은 이미 당대 유학계에서 널리 알려져 있었다. 스승인 송익필, 이이, 성혼 등은 과거 시험을 보라고 여러번 권고하였다. 그러나 스승들의 권고에 답하면서도 과거 시험에 응시하지 않았다.
1578년(선조 11년) 학행(學行)으로 천거되어 6품직에 올라 창릉참봉(昌陵參奉)·현감 등을 지냈다. 선조실록에 의하면 1578년 3월 이조(吏曹)에서 경연관이 아뢴 바에 의해 곧바로 6품에 서용할 정구(鄭逑)와 취재(取才)없이 서용할 남치리(南致利), 성호(成浩), 이덕홍(李德洪), 김장생(金長生), 구사민(具思閔), 권응시(權應時), 김윤신(金潤身), 문몽원(文夢轅) 등을 보고하였다. 왕이 전교하기를, “대신들과 의논하였는가? 그리고 이들은 어떤 재능과 덕행이 있는지 각각 그들 이름 아래에 써서 아뢰라.” 하였다. 이조가 다시 보고하기를, “당초의 전교에는 대신과 의논하라는 말씀이 없었으므로 본조에서만 의논하여 아뢰었습니다.”하니, 전교하기를, “관직을 경솔하게 제수해서는 안 되니 대신과 의논하고 와서 아뢰라” 하였다. 뒤에 대신과 의논하여 모두 다 마땅하다고 하니 상이 윤허하였다.
과거를 거치지 않고 늦은 나이에 벼슬을 시작하였으나 후일 관직은 가의대부 행용양위부호군에 이르렀다. 이 때 김장생 천거의 이유는 “성경(聖經)에 깊이 몰입하고 사색하여 옛 교훈을 독실하게 믿는다”는 것이었다. 이조(吏曹)가 이처럼 천거하자, 선조가 의정부영의정 홍섬(洪暹), 의정부좌의정 노수신(盧守愼)과 상의하게 했는데 모두 동의하였다. 1578년 12월 학행과 문장력으로 예종능인 창릉참봉(昌陵參奉)이 되었다. 이어 돈녕부참봉. 순릉참봉이 되었다.
1580년(선조 13년)에 아들 김반(金槃)이 태어났다. 김반은 숙종비 인경왕후, 김익훈, 김만중, 김만기, 김춘택 가계의 선조가 된다. 1580년 5월 그는 다시 스승의 한 사람인 우계 성혼의 문하에 다시 찾아갔다. 1581년(선조 14년) 홍순언 등 종계변무사(宗系辨誣使)가 파견될 때 돈녕부참봉으로 변무사(辨誣使)의 수행원이 된 아버지 김계휘를 따라 명나라에 갔으며, 귀국 후 다시 돈녕부참봉이 되었다. 1582년 귀국했으나 아버지 김계휘의 상을 당하였다.
이후 1584년(선조 17년) 3년상을 마치기 직전에 기복(3년상을 마치기 전에 왕명으로 관직을 내림)되어 순릉참봉(順陵參奉)이 되었다가 얼마 뒤 병으로 사퇴하였으나, 평시서봉사(平市署奉事)로 승진했다. 그러나 관직에서 물러나 다시 스승 송익필의 문하와 성혼의 문하를 출입하며 학문을 연마하였다. 이후 활인서별제(活人署別提)·사포서별제(司圃署別提)·사옹원봉사(司饔院奉事) 등을 내렸다. 사향원봉사, 통례원인의를 역임했다.

#### 정여립의 옥사 전후
1581년(선조 14년) 명나라에 종계변무(宗系辨誣) 목적으로 파견된 사신의 수행원으로 파견되는 아버지 김계휘를 따라 명나라에 다녀왔다. 만 여 리의 왕복 길에 김장생은 아버지 김계휘의 수행원으로 수발을 들었다. 1589년 정여립의 옥사로 시끄러워지자 서인이 집권여당이 되었는데도 김장생은 벼슬을 사양하고 향리로 내려갔다.
서인의 영수인 박순이 세력을 잃고 벼슬자리에서 물러나자 정개청은 스승과 같은 박순을 멀리하고 동인의 영수이자 실력가였던 이산해를 찾아갔다. 한편 정개청이 박순을 떠난 뒤에 김장생이 그 말의 진부가 의심이 나서 정개청과 같이 제관으로 내정되었을 때 물었다. "그대는 박사암(박순의 호)을 따라서 배운 지가 얼마나 되었는가?" 이 말에 정개청은 "(단지) 그 집에 서적이 많으므로 왕래하면서 빌려 보았을 뿐이다"라고 말했고, 그 때부터 김장생은 정개청과 절교했다고 한다. 이때 스승 우계 성혼에게 옥사를 피할 것을 조언하자 성혼은 '의리로서 들어가는 것이 마땅하다'고 하였다.
아버지 김계휘가 사망하자 그는 3년상을 치루었다. 김장생은 상례(喪禮)와 제례(祭禮)를 한결같이 가례(家禮)대로 하고, 아울러 초막을 짓고 살면서 무덤을 지키며 시묘살이를 냈다. 다음해 김장생은 송익필에게 편지 써서 상중(喪中) 복제(服制)에 대해 의논했다. 예학 중 가장 중요한 복제문제에 대한 의견은 스승인 송익필, 성혼에게 묻고는 그대로 3년상을 마쳤다. 김장생은 죽은 지 1년만에 지내는 제사(소상(小祥)) 이후부터, 죽은 지 2년 뒤에 제사 지내는 대상(大祥)을 치른 그 다음 달에 지내는 제사(담제(禫祭))때 입는 상제의 옷[練服]에 대해 물었다. 송익필이 답하기를 “전후 두 차례의 서신이 정의(情誼)와 예의(禮意)가 극진하니 예학(禮學)에 진보가 있음에 깊이 탄복하였다”고 했다. 김장생의 예학적 지식을 칭송하는 대목인데, 바로 그 해 김장생은 '상례비요(喪禮備要)'를 완성했다.

#### 관료 생활과 저술 활동
상례비요는 일반인이 쓰기에 편리하도록 서술한 상례(喪禮)와 제사에 관한 초보적 지침서로, 김장생의 상례비요는 서인은 물론 남인과 북인의 당원들도 참고하였고, 법으로 규정하지 않았는데도 1910년(융희 4년) 조선이 멸망할 때까지 조선 백성들의 상례 규범이 되었다. 상례비요 원본은 신의경(申義慶)이 지은 책인데, 김장생이 보충, 삭제, 교정하여 완성한 것이다. 김장생의 상례비요를 신의경의 원본과 구별하여 증보상례비요라 부르기도 한다.
1584년(선조 17년) 스승 율곡 이이의 상을 접하였다. 이 때 김장생은 아버지의 3년상으로 시묘살이 중이었으나 스승에 대한 예를 다하였고, 그 뒤로도 율곡 이이의 기일(忌日)에는 목욕재계하고 소복을 입었다. 또한 율곡 이이의 자손에게도 친가족과 같이 대우하는 정성을 보였다. 이러한 정성은 송익필의 상을 당한 뒤에도 마찬가지였다. 1586년(선조 19년)에는 부인 조씨가 병사하였다. 그는 김수언(金秀彦)의 딸인 순천 김씨를 둘째 부인으로 맞이하였다.
1587년(선조 20년) 사포서 별제(司圃署別提), 사옹원 봉사(司饔院奉事)에 제수 되었으나, 모두 사직하고 나가지 않았다. 이후 동몽교관(童蒙敎官)을 거쳐 통례원인의(通禮院引儀)가 되었다가 1591년(선조 24년)충청도 정산현감(定山縣監)으로 부임하였다. 정산으로 부임하기 이전 김장생은 경기도 파주로 우계 성혼을 찾아가 작별 인사를 나누었다.
전설에 의하면 이이가 임진왜란을 예언했는데 김장생과 성혼은 임진왜란 직전에 나라에 큰 사변이 터질 것을 예감했다 한다. 김장생과 성혼이 나눈 대화가 전설로 전한다. 김장생이 묻기를 "만일 불행히도 나라에 변이 일어난다면 선생은 지위가 재상의 서열에 있으니 마땅히 나아가 국란을 구해야 할 것 같습니다"하였다. 우계 성혼이 말하기를 "국난이 있을 때 나아가는 것은 정당하나, 나는 본래 벼슬 없는 사람(山野人)으로 초야에 있어, 일을 맡아 관직에 있는 사람은 아니다" 라고 하였다. 정산현감 재직 중 선정을 베풀어 선정비가 세워졌다.
1590년 정철이 김장생에게 “대간에서 전조(銓曹)가 일찍이 정여립을 외직으로 천거한 것을 논하여 벌주고자 하는데 어떻게 생각하는가?” 하였다. 김장생이 말하기를, “결코 그렇게 할 수 없습니다. 전관(銓官)이 어찌 그가 장차 모반할 것을 알았겠습니까. 이는 공죄(公罪)에 해당하오니 공죄로 사람을 사형하는 것이 옳은 것입니까?” 했다. 정철이 말하기를, “공죄(公罪)로 파직되고 삭직(削職)되는 자가 많이 있는데, 정여립이 만일 군사를 거느리는 소임을 맡았더라면 나라의 피해가 적지 않았을 것이니, 비록 공죄라 하더라도 죄를 들추어 탄핵하는 것이 무슨 문제가 되겠는가?” 했다. 김장생이 말하기를, “그렇지 않습니다. 근래 논란과 주청(奏請)으로 혹 죽음에 이른 자까지 있는데, 만일 임금께서 진노하여 하옥하고 중죄로 다스린다면, 대간들이 다시 구해 낼 수 있겠습니까? 또한 저들 가운데 반드시 죽기로 원한을 품은 자가 적지 않을 것이니 이 일을 하지 않는 것이 옳습니다”라고 했다. 정철이 “벌주려는 것은 우계 성혼의 지론이다”하니, 김장생이 말하기를 “비록 우계의 말이라 하더라도 쫓을 수 없는 일입니다” 했다. 이때 정철이 죄주려던 인물은 대북파의 영수 이산해 등이었다.

#### 임진왜란 이후
정산현감 재직 중 1592년(선조 25년) 4월 임진왜란이 터지자 전란 중에 왜군과 성난 백성들을 피해 피란온 사대부들의 피난처를 제공하고 적극 구휼해주었다. 이때 동래부사로 임진왜란 때에 순절한 송상현의 시(詩)를 누군가에게 전해 받고, 이를 손수 써서 관아의 벽 위에 걸어 두었는데 송상현이 순절을 각오한 내용이었다 한다. 이러한 상황에서 김장생은 현감으로서 선정에 힘을 다했다. 그리하여 당시 충청감사로부터 쇠잔하여 가는 고을의 폐단을 바로잡고 마음을 다해 정사를 살폈다는 평가를 받았다.
1592년 5월 김은이 한성부 집에서 동쪽으로 피난을 가다가 망우리에서 그 부인 음성 박씨(陰城朴氏)와 세 살 된 어린아이와 함께 일본군에게 살해되었다는 소식을 접하였다. 전설에 의하면 '(김장생이) 피난하게 되면 남문으로 가라고 미리 일러두었는데, 아들 은은 동문으로 나갔기 때문에 난리 통에 죽고, 다른 형제는 남문으로 나왔기 때문에 무사했다'고 한다. 임진왜란 중에는 또 서제(庶弟) 김연손이 경상도 관찰사 김수(金晬)의 비장으로 왜병을 치는데 힘을 다하여 싸우다가 죽었다. 이 때 김장생은 관아에서 잠시 잠을 자다 악몽을 꾸고 깨어났는데, 종일 슬퍼하면서 흉함이 있을까 걱정하였다. 그런데 과연 그 소식을 얼마 뒤에 듣게 되었다고 한다. 임진왜란 중 호조정랑으로 명나라의 군량미 조달에 공을 세웠으며, 명나라 군대의 군량 조달에 큰 공을 세워 종친부전부(宗親府典簿)로 승진하였다.
1596年(선조 29) 정산현감이 되었다가 사퇴하고 한 때 고향인 충남 향사(鄕舍)로 돌아왔는데 그해 12월에 호조정랑에 임명되었다. 1597년(선조 30년) 정유재란이 다시 터지자 호남에서 군량을 조달하라는 명을 받고 전라도로 파견되어 이를 수행하였다. 명나라 군대를 위한 군량 조달문제가 심각했는데, 그 해 겨울 일을 마치고 복명했다.
이후 단양군수, 양근군수와 첨정(僉正), 익위(翊衛)의 관직이 거듭 내려졌으나 부임하지 않았다. 1597년 봄 호남 지방에서 군량을 모으라는 명을 받고 이를 행해 군자감첨정(軍資監僉正)이 되었다가 곧 안성군수가 되었다. 호남에서 조달하도록 임무를 부여하니, 이 일을 완수하고 그해 겨울 황해도로 돌아와 문생과 함께 강송을 하던 중 12월에 단양군수에 임명되었으나 사양하고 나가지 않았다. 임진왜란이 종결된 뒤 다시 우계 성혼의 문하에서 수학하였으나 1598년 성혼마저 별세한다.
전란 종결 후 물러나 연산 향리에서 후학 양성에 힘을 쏟았다.

#### 가정의 불행
한편 임진왜란 중 1592년 5월에 장남 김은(金檃)이 실종되었고, 서제(庶弟) 김연손(金燕孫)은 왜병과 싸우다 전사하였다. 한편 전란 중에도 향리(鄕里) 연산에는 김장생에게 학문을 배우려는 문인이 많이 모여들었다. 그도 문인, 자제와 더불어 학문 연마를 밤낮으로 게을리 하지 않았는데, 비록 음식을 먹지 못할 때가 있었지만 태연하게 대응하였다.
둘째 아들 김집은 유홍(兪泓)의 딸과 결혼하여 정실부인으로 맞이하였다. 유부인(兪夫人)은 병이 있어 부도(婦道)를 집행할 수 없기 때문에 부실(副室)을 맞았는데, 아버지 김장생의 스승인 이이의 딸이다. 이씨(李氏)는 어질고 정숙하여 집안일을 잘 섭행하고 老先生을 봉양한지 30여년에 이르러 효도한다고 칭송이 있었다. 부인 유씨가 사망하자 집안 어른들은 가문의 대를 잇기위해 김집에게 재혼하길 원했으나 김집은 "사람이 각각 운명이 있는 법인데 운명이 좋지 않아서 먼저 사람과 평생동안 욕을 보았는데 이제 다시 장가 든다고 해도 꼭 먼저사람보다 나을 줄 알겠습니까" 라며 거절하고, 율곡 이이의 서녀와 해로하였다.
아들, 손자들의 죽음으로 그는 아들 김집이 재취해서라도 적장손을 보기를 내심 기대했지만 아들 김집은 자기 소신을 굽히지 않았다. 1598년(선조 31년) 김장생은 '근사록석의(近思錄釋疑)'를 저술했고, 1599년 초에는 '가례집람 (家禮輯覽)'을 완성했다.

#### 지방관 생활
1598년(선조 31) 군자감 첨정, 호조정랑에 임명되었으나 사양하고 취임하지 않았고, 그해 가을에 근사록해의(近思錄解疑) 1권을 저술했다. 그해 스승 성혼이 죽었을 때 조문하였고, 스승이었던 구봉 송익필이 죽었을 때에는 장제(葬祭)하는 절차와 모든 일을 몸소 관장하여 정성을 다하였다.
1598년 9월에 남양부사에 제수되었으나 부임치 않았고, 1599년(선조 32) 1월에 양근군수, 2월 익위사 익위에 제수되었으나 모두 취임치 않았다. 그러나 그해 다시 군자감첨정에 제수되어 그를 부르자, 사양하지 못하고 부임하였다. 1599년(선조 32) 6월에 안성군수가 되었고 그해 9월에 가례집람(家禮輯覽)을 완성하였다. 경기도는 난리를 겪은 지가 얼마 안 되어 백성이 피폐했는데, 김장생이 마음을 다해 다스리니 수년도 안되어 거의 복구되었다. 이런 김장생을 추모하기 위해 1664년(현종5)에는 안성(安城) 안성 유림들의 공의로 특별히 김장생 등을 모신 도기서원(道基書院)이 건립되기도 했다. 이후 그는 지방관을 자원하여 단양군수, 남양부사(南陽府使), 양근군수(楊根郡守) 등을 지냈다.
한편 경상북도 성주군에 사는 정구를 찾아가 예학에 대한 문답을 주고 받았다. 이때 관혼상제 및 각종 예의를 적용하는 문제를 두고 의견이 갈려 논쟁을 하게 되었는데 임금에게도 예의를 적용하는 문제였다. 김장생은 예의는 누구에게나 보편적인 것이므로 임금이라고 해도 예외가 있어서는 안 된다는 견해였고, 정구는 임금은 지존인데 만백성과 똑같이 예의를 적용하느냐는 것이었다. 이는 김장생과 정구의 대담으로 종결되었지만 후에 현종 때에 가서 예송 논쟁으로 발전하게 된다.
1601년 조정에서 그의 학문적 능력을 인정하여 종친부 전부(典簿)에 임명하여《주역구결 周易口訣》의 교정에 참가하도록 불렀으나 병으로 출사하지 못하고 사양하였다. 그러나 영의정 이항복(李恒福)의 천거로 염금리(廉謹吏)에 머무르면서 교정에 참여하였다.
1602년봄 청백리에 녹선되었으나 정인홍 등이 권력을 잡자 북인의 집권에 반발하여 1605년 관직을 버리고 연산으로 다시 내려가 양성당(養性堂)을 지어 후학을 양성하고 도를 강의했다. 그 뒤 안성군수를 거쳐 1603년(선조 36) 익산 군수로 부임하였다. 곧 익산군수를 그만 두었는데, 전란 직후라서 특별히 세금을 감면시키는 등의 선정을 베풀었으므로 후에 익산의 유생이 그를 추모하여 서원을 세우고 제사지냈다. 1604년 10월 익산군수를 사임하고 다시 고향 연산으로 내려갔다.

#### 광해군 집권 시절
그 뒤 광해군의 정책에 반발하여 여러 번 불렀으나 출사하지 않았다. 1605년(선조38) 아들 반(槃)이 사마시에 합격하고 그 해에 안동김씨 첨추(僉樞) 김진려(金進礪)의 딸과 결혼했다. 이후 주로 향리 연산에 주에 주로 머물렀다.
1609년(광해군 1) 세자익위사익위에 임명되었으나 나가지 않고 8월에 회양부사(淮陽府使)에 임명되어 여러 번 사양하였으나 허락을 얻지 못하였다. 그해 11월 다시 회양부사에 임명되었다. 1610년(광해군 2)에 10월 회양은 북방의 요충지대 이기 때문에 무인(武人)으로 임명하는 것이 적합하다는 대간의 건의로 체임, 철원부사(鐵原府使)로 부임하였다.
1613년(광해군 5년) 철원부사로 재직 중 계축옥사(癸丑禍獄)이 발생했다. 7명의 서자는 무륜당을 짓고 화적으로 살아갔는데, 고문을 당하고는 인목대비의 아들 영창대군을 추대하려 했다고 자복한다. 이때 그의 서제 경손(慶孫)과 평손(平孫)의 이름이 거론되어 그 역시 연좌되었다. 서제 경손과 평손이 계축화옥에 연루되어 옥사하였고, 그 역시 체포되었으나 형문 과정에서 무혐의로 풀려났다. 사헌부는 김장생을 파직시키도록 상소하고 연루 사실을 밝히려고 박응서를 친국하는 자리에서 여러 가지 관련 여부를 추궁했다. 이때 박응서는 “김모는 어진 사람으로서 죄인들이 계획할 때 김모가 들어서 알까 두려워했습니다”고 대답하여 위기를 모면하였다.
김장생은 계축화옥을 계기로 또 다시 연산으로 내려와 문을 닫은 채 외인과 접촉하지 않고 오직 경서를 연구하는데 몰두했다. 하지만 누이와 동생들에게도 우애가 독실했던 김장생은 두 서제(庶弟)의 죽음을 무척이나 가슴 아파했다 한다. 이를 계기로 관직을 버리고 충남 연산에 내려가 은둔하여 경서와 고훈(古訓)을 탐독하며 학문 연구와 후학 양성에 전념하였다. 1617년(광해군 9년) 정철의 아들 정홍명의 부탁을 받고 정철의 행록(行錄)을 찬하였다. 1618년(광해군 10) 경서변의(經書辨疑) 8권을 완성하였다. 그 뒤 광해군이 여러번 불렀으나 인목대비 폐모론, 영창대군 사형에 반대하여 관직에 나가지 않다가 인조반정 이후 출사하였다.

### 생애 후반

#### 인조 반정과 재출사
계축화옥 이후 연산에 머물며 학문에 정진해온 김장생은 1623년(인조 1년) 3월 인조반정 직후 사헌부장령(司憲府掌令)에 임명되자, 상소하여 늙고 병이 있음을 들어 사양하고 반정공신들에게도 임금을 잘 보필하라는 글을 보냈다.
그는 오히려 반정 공신들에게 새 임금을 잘 보필할 것을 부탁했다. 반정 공신들에게 '군의 덕을 도와서 잘 인도하고..... 조정을 잘 보전하며....'라는 글을 보내고 또한 중종 반정 직후의 반정 3공신의 권력남용의 과오를 밟지 말도록 충고하면서 “인심이 흡족한 뒤라야 가히 뒷날에 할 말이 있고 선생과 친구를 배반하지 않을 것이다” 라고 했다. 이는 정치가 나가야 할 기본방향을 제시한 것이었는데, 임금과 공신이 모두 탄복했다 한다. 또 경연에서 임금의 위로 말씀이 간절하므로 차문(箚文)을 올려 제왕의 학문하는 길을 아뢰는 소를 올렸다. 인조 즉위 직후 상소를 올려 자신의 스승의 한사람이자 서얼출신인 송익필이 그의 아버지 송사련(宋祀連)이 안당 일가를 무고한 일로 환천(還賤)된 것에 대한 억울함을 풀어주기 위해 송익필의 문하에서 함께 수학한 서성(徐渻), 정엽(鄭曄) 등과 신변사원소(伸辨師寃疏)를 올렸다.
특히 그는 중종반정 공신들의 권력남용과 치부, 부패 행위를 지적하면서 중종반정 공신들의 과오를 되밟지 말도록 충고하였다. 그는 "인심이 만족한 뒤에야, 가히 뒷 날에 할말이 있고, 선생과 친구를 배반하지 않을 것이다" 했다고 한다. 대학자이자 원로로서 앞으로 정치가 나가야 할 기본 방향을 제시하였다.
인조는 김장생에게 가마를 타고 상경하라는 특명을 내렸으나, 한성부에 올라와서는 병을 핑계로 사직하였다. 김장생은 인조 초년 중앙의 부름을 여러 차례 받았으나, 벼슬에 오래 머물지 않고 낙향하였다. 하지만 조정이 어려움에 빠지거나 국란이 닥치면 나이와 몸을 돌보지 않는 실천력을 보였다.
이괄의 난이 일어나자,김장생은 한성부로 달려가지는 못했으나, 아들 김집과 함께 공주로 나가서 왕을 맞이했다. 공주로 피란 온 왕에게 김장생은 부세의 가혹함과 민심을 직언하며, 국가의 씀씀이를 줄일 것을 간언했다. 난이 평정되자 김장생은 임금을 따라 상경하였다. 상경하여 상의원정(尙衣院正)에 임명되고 또 사헌부 집의(執義)에 제수되었다. 여러 번 사직의 글을 올렸으나 받아들여지지 않자, 휴가를 청하여 고향에 돌아와 상소문을 올려 사직하고, 아울러 13가지 일을 건의하였다.

#### 관직, 정치 활동
그 뒤 반정공신인 김류(金瑬)와 이귀(李貴) 등이 그를 산림처사(山林處士)로 거듭 추천하여 사헌부장령, 성균관사업(成均館司業) 등에 제수되었으나 병을 이유로 사양하였다. 그 뒤 다시 사헌부장령으로 등용되자 조정에 나갔으며, 사재감첨정이 되었다가, 경연관들의 천거로 성균관사업(司業)이 되고 원자보양관을 겸하여 원자보도(元子輔導)의 임무를 겸하다가 그해 10월 병으로 다시 낙향했다.
1624년 논공 행상에 불만을 품은 이괄(李适)이 난을 일으키자 논공행상을 적절하게 하지 못함을 비판하였다. 그러나 이괄의 난이 확대되어 인조가 파천, 공주로 피신해오자 급히 달려가 길에 나와 어가를 맞이하였다. 이괄의 난이 평정된 뒤 인조의 간곡한 청을 물리치지 못하고 그를 따라 한성부로 상경하여 원자보양관이 되어 다시 원자보도의 임무를 다시 맡았다. 이후 상의원정이 되었다가 겸임 성균관사업이 되었다가 사헌부집의에 임명되었다. 이후 여러 번 낙향하려고 사직상소를 올렸으나 모두 반려되었다. 이어 휴가를 청하여 고향에 돌아와 중요한 정사(政事) 13가지를 논하는 소를 올렸다.
1624년 8월 통정대부(通政大夫) 공조참의(工曹參議)로 승진되었으나 사직하였다. 그 뒤 의정부좌의정 윤방(尹昉), 이조판서 이정구(李廷龜) 등의 발의로 공조참의가 제수되었으며, 원자의 강학을 겸하는 한편, 왕의 시강과 경연에 입시하였다.

#### 공신들과의 갈등

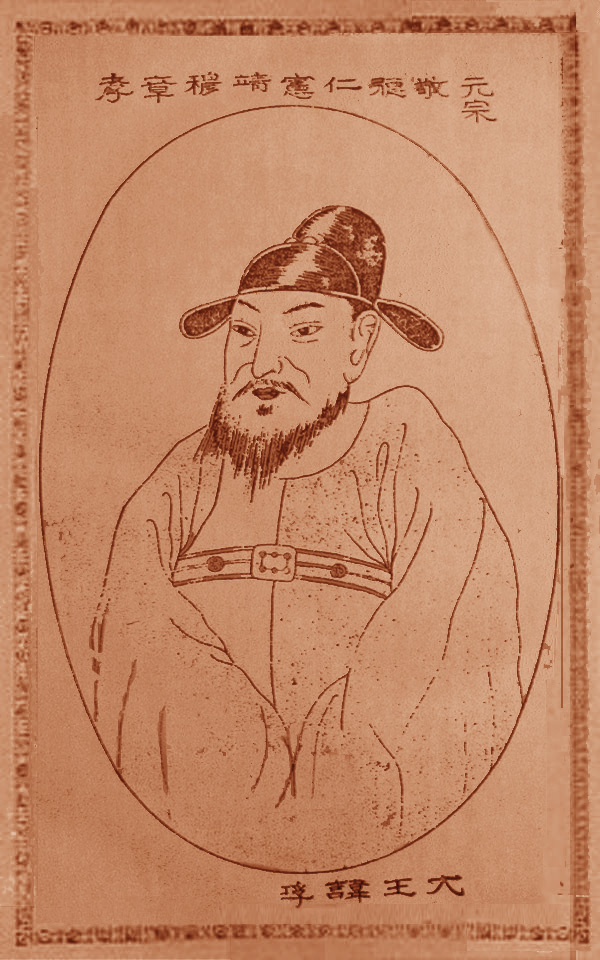
인조의 생부 정원군
(그는 선조의 서자였다.)

그러나 반정 공신들의 이권행위와 부패가 계속되자 부패한 자들을 가려내 처벌할 것을 인조에게 건의하였으나 묵살당하였다. 1624년 8월 통정대부 공조참의가 되었으나 사직하고 10월에 왕명으로 입궐하여 강의를 드렸다. 1625년(인조 3년) 가선대부로 승진되어 동지중추부사를 임명받았으나 이듬해 다시 사직하였다. 1626년 행호군(行護軍)으로 전임되었다가 낙향한 뒤 연산에 두 스승 이이와 성혼(成渾)을 제향하는 황산서원(黃山書院)을 건립하였다.
1624년부터 인조는 왕위에 오르지 못하고 죽은 자신의 생부 정원군(定遠君)을 왕으로 추존하려 하여 추숭논의(追崇論議)를 일으켰다. 그러자 김장생은 그가 선조의 대통을 이은 것이나 다름없다며 정원군 추숭을 강하게 반대하였다. 이후 정원군 추숭의 불가함을 강력히 주장함으로써 당시 그에 찬동한 이귀, 최명길(崔鳴吉) 등과 갈등하였고, 유학자 내부에서도 이를 찬성한 박지계 등과 갈등하였다.
생부 정원군의 추존을 통해 정통성을 확고히 하려는 인조의 의도는 이해하였으나 규정에 어긋난다 하여 끝까지 반대하여, 정원군을 추존하려던 인조와도 공공연히 갈등하게 된다.
1625년(인조3) 1월에는 행용양위 부사직(行龍驤衛副司直)에, 2월에는 동지중추부사(同知中樞府事)에 임명되었다. 왕명으로 원자를 가르친 것에 대한 예우로 특별히 2품관에 임명한 것이다. 김장생은 왕명으로 부를 때에는 어기지 않고 나갔지만 오래 머물지 않고 향리 연산으로 돌아와 학문에 힘썼다.

#### 정묘호란 전후
1626년(인조 4년) 김장생은 논산에 황산서원을 건립하였다. 후일 김장생 자신도 여기에 배향된다. 황산서원은 현재 논산시 강경읍 황산리에 있는데 경치가 좋았다. 문인 송흥주(宋興周), 최명룡(崔命龍) 등이 스승인 김장생에게 서당 두어 칸을 지어 공부하는 곳을 만들 것을 청했다. 이에 서원(書院)을 세우고 율곡 이이와 우계 성혼 두 선생을 위패를 모셨다. 그 뒤 본인과 조광조, 이황, 송시열의 위패를 추가로 모셨으며, 죽림(竹林)이라는 사
1627년(인조 5)에 정묘호란(丁卯胡亂)이 일어났다. 김장생은 이때 충청도와 전라도에 격문을 보내 식량을 모으고 의병을 모집하는 양호(兩湖) 호소사(號召使)로 임명되었다. 그의 나이 팔십이었다. 왕은 교지를 내렸다.
| “ | 국가가 불행하여 도적이 변방을 침범하고 의주를 잃어, 선천과 정주까지 들어왔다. 만일 적들이 양서(호서와 관서)를 뚫고 내륙까지 깊이 들어온다면 회복할 수 있는 바탕은 오직 남방에 있으니 환란을 염려하는 도리가 크지 않을 수 없다. 이에 경으로 호소사를 삼아 관인(官印)을 내려보내니 경은 의병을 모아 인솔하여 임금에게 충성을 다하도록 하라. | ” |

교지를 받은 김장생은 곧 보고를 올리고 가까운 곳부터 나갔다. 이어 상소를 올려 '신(臣)이 일신상에 결정적인 어명을 받았습니다. 신이 비록 늙고 귀가 어두우나 어찌 감히 마음과 힘을 다하여 전하의 뜻을 받들지 아니하겠습니까. 신은 곧 의병을 모집하여 마음과 힘을 다하여 나라 일에 이바지하다 죽을 각오입니다.'라고 하였다.
그는 이 같은 보고를 올린 후 송흥주(宋興周)를 부사로 삼고, 윤전(尹烇)을 종사관으로 하여 의병과 군량과 병기 등을 모았다. 그럼에도 일의 추진은 강제성을 띠지 않고 각자의 뜻에 따라 응하도록 했다. 이때에 인조는 강화도로 가고 세자는 남하하여 공주로 왔다. 김장생은 병기와 군량 모은 것을 세자에게 바치고, 세자와 함께 전주로 갔다.
화의가 성립되어 가자 김장생은 문인들과 함께 강화로 가서 왕을 만나 뵙고 호소사를 사직하고 낙향했다. 왕은 “경은 늙어 병중인 사람으로 이러한 위급한 변란을 당하여 국사를 위하여 정성을 다하였으니 내 심히 가상히 여기고 기뻐하노라” 했다.

#### 관직 은퇴와 후학 양성

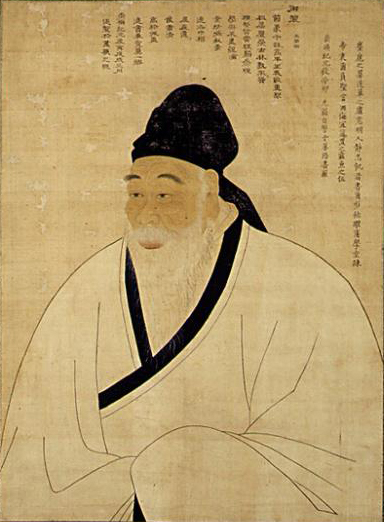
제자 송시열

1626년 행용양위부사직이 되었다가 1627년(인조 5년) 정묘호란 때 양호 호소사(兩湖號召使)로 임명되어 군량미를 조달하는 데 힘쓰면서 격문을 돌려 의병과 식량을 모집하였다. 이후 화의론과 주전론이 나오자 후금과의 화의에 반대하였다. 이후 여러번 사직소를 올렸으나 받아들여지지 않고, 후금군대가 물러가자 4월 호소사의 직을 그만두고 고향으로 돌아왔다. 그 뒤 행용양위부호군에 임명되었다. 1628년(인조6) 9월에 형조참판에 임명되었으나 출사치 않았다. 그 뒤에도 왕의 특별한 유지가 계속되었으나 정중하게 글을 올려 사양하였다.
그 뒤 호조참판을 거쳐 1628년 9월에 형조참판에 임명되었으나 사퇴하고 연산(連山)으로 낙향하였다. 이후 연산에 은거하면서 학문 연구에 전심하며 후배들을 가르치는 데 힘썼다. 아들이자 학문을 계승한 김집(金集)과 서인의 영수 송시열(宋時烈)·송준길(宋浚吉)·윤선거 등의 유학자를 배출하여 서인을 중심으로 한 기호학파를 이룩하였다. 또한 잠곡 김육 등도 그의 후학이었다.
또한 강석기(姜碩期), 이유태(李惟泰), 윤문거, 장유(張維), 이후원(李厚源), 정백주(정백주), 신민일(申敏一) 등도 그의 문하에서 배출되었다. 그의 문하생과 학맥은 서인 예학으로 계승되고, 노소 분당 이후 노론과 소론으로 폭넓게 분포되었다.
그는 왕가에게도 사대부와 평민가문과 똑같이 종법과 예법을 적용해야 되고, 종법과 예에 있어서는 예외가 존재하지 않는다고 보았다. 이러한 그의 사상은 동시대인인 한강 정구의 왕실은 일반 사대부나 백성과는 다르며, 예법과 종법 역시 계승자를 정통으로 적용되어야 된다는 사상과 충돌하였다. 이는 한 세대 뒤 양자의 문인들 간에 벌어진 예송 논쟁으로 보다 극단적으로 대립하게 된다.
또한 예학을 깊이 연구하여 아들 김집(金集)에게 계승시켜 조선 예학의 주류를 형성하여, 동방 18현의 한 사람이 되었다. 인조는 여러 번 그를 불렀으나 출사하지 않자, 1629년(인조 7) 윤 4월에 왕이 마차를 보내 '마차를 타고 오라'고 하교하였으나 상소하여 사양하니, 왕이 비답을 내려 '경은 이 나라의 대로요 덕행이 뛰어나니..... 바야흐로 자리를 비워놓고 기다리노니 경은 다시 사양하지 말라'하였으나 글을 올려 정중히 사양했다. 1630년(인조 8) 가의대부로 승차하였다. 그해 조정에서 다시 형조참판에 제수하여 불렀으나 고사하였다.

### 최후

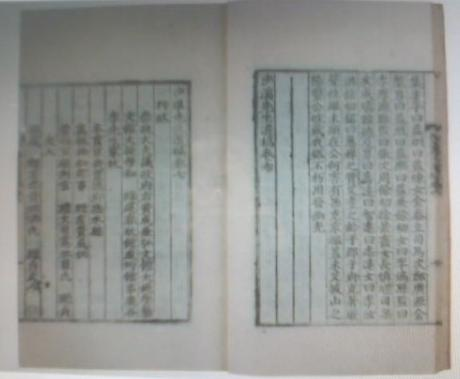
저서 《사계유고》의 본문

김장생은 본래 건강하여 질병이 없었으나, 습기로 인하여 뼈마디가 저리고 아픈 병이 있었다. 집안사람들이 손님을 사양하고 요양할 것을 청했지만, 그가 듣지 아니하고 날마다 문인들과 더불어 강론하며 평상시와 다름없이 지냈다. 저서로는 경서(經書) 8권, 의례문해(疑禮問解) 8권, 서소잡록략(書疏雜錄略) 1000편과 첨주가례집람(添註家禮輯覽) 3권, 상례비요(喪禮備要) 1권 등을 저술하여 세상에 배포하였다.
저서로는 《사계전서(沙溪全書) 51권, (見朝鮮王朝實錄, 沙溪全書, 神道碑文) 》, 《경서판의》, 《가례집람》, 《송강행록》 등이 있다. 1631년 5월 발병하였으나 요양하지 않고 계속 문인들과 함께 학문을 강론하다가 8월 3일 병세가 위중하더니 그날 오후, 충청도 연산현의 자택에서 사망하였다. 아들이자 사상적 계승자인 김집(金集)이 옆에서 임종을 지켰다. 사망 당시 그의 나이 향년 83세였다.
바로 증 자헌대부 이조판서(資憲大夫 吏曹判書)에 추증하였으며 그의 장례식에는 1천 명의 인파가 몰렸다. 뒤에 그의 제자이자 효종의 장인 장유(張維)가 경연에서 그의 시호를 내려줄 것을 청하였으나 인조는 반대하였다. 이후 장유가 경연에서 그의 시호를 내려줄 것을 여러번 간하였으나 조정 중신들은 같은 서인의 당원이면서도 거부하거나 회피하여 모두 허락하지 않았는데, 이는 그가 정원군 추숭을 끝까지 반대한 것 때문이었다.

### 사후
그가 죽자 아들 김집은 문인들과 더불어 선생이 평일에 정한 바 상례(喪禮)를 한결같이 지켰으니, 가례를 주로 하되 의례를 참고하였다. 부음을 전해들은 인조는 예관을 보내 치제(致祭)하고 세자도 강학을 거두고 소복을 입고 관료들에게 "옛날에 내가 어려서 학문에 나가게 된 것이 김장생이 가르쳐 준 은혜이니 어찌 잊으리오"했다 한다.
1631년 11월에 진잠현 성북리 해좌(亥坐)의 언덕에 안장하였고 이 장례식에 문상하는 사람이 거의 천명에 달했다고 한다. 1641년(인조 19) 충청남도 연산군 고정리 우수산(連山縣 高井里 牛首山) 할머니 허씨 묘의 후편으로 이장하였으니, 현재의 충남 논산시 연산면 고정리이다. 
1631년 이조판서에 추증되었다. 1657년(효종 9) 5월에 문원(文元)의 시호가 내려지고, 10월에 대광보국숭록대부(大匡輔國崇祿大夫) 의정부 영의정(議政府領議政)에 추증되었다. 1717년(숙종 43) 문묘(文廟)에 종사되었다.
연산의 돈암서원(遯巖書院)을 비롯해 해주 소현서원(紹賢書院), 파주 자운서원(紫雲書院), 안성의 도기서원(道基書院) 등 10개 서원에 배향 되었다. 서인 노론과 소론은 그를 김노사(金老師), 김노자(金老子)라 하여 큰 스승이자 성인으로 불렀으나 남인과 북인에서는 계속 이의를 제기하였다.

## 저서

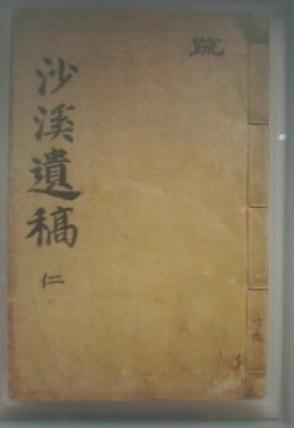
저서 《사계유고》

- 《사계전서 (沙溪全書)》
- 《경서판의》
- 《가례집람 (家禮輯覽)》
- 《상례비요 (喪禮備要)》
- 《근사록석의 (近思錄釋疑)》
- 《경서변의 (經書辨疑)》
- 《송강행록》
- 《사계유고 (沙溪有故)》

## 사상과 신념

### 스승에 대한 의리
동서의 공방이 심해지는 가운데 동인의 사주를 받은 안씨 일가에서 그의 스승 중 한 사람인 송익필의 신분을 들어 환천(還賤)시켜 줄 것을 제소했다. 이로써 1586년(선조19) 마침내 그와 그 형제를 비롯해 일족 70여 인이 환천되었다. 이후 송익필은 김장생의 삼촌 김은휘가 숨겨주었다가 김장생․정철․이산해의 집을 전전하며 숨어 지냈다. 김장생은 불운했던 그의 스승 송익필을 정성껏 주선하여 집에서 쉬게 하고 정성을 다해 봉양했으며, 죽자 장례의 절차까지 맡아 해 주었다. 또한 이이, 성혼이 죽었을 때에도 3년간 상복을 입고 그들의 기일이면 목욕재계하고 경건하게 보냈다.

### 다독과 정독
김장생은 독서할 때면 반드시 의관을 바르게 하고 단정히 앉아 온 마음을 다하여 글자마다 그 해설을 구하고 글귀마다 그 뜻을 찾았다. 만약 글의 의미가 분명히 이해되지 않으면, 생각하고 또 읽고 잃었는데 꿰뚫어지게 통한 다음이라야 그만 두었다. 밤낮을 쉬지 않고 침식까지 잊기도 했는데 아플 때를 빼고는 그만둔 적이 없었다. 처음부터 끝까지 늘 한결같으면서 소학(小學)을 학자의 기본으로 믿어 행했고, 밤마다 중용․대학․심경․근사록 등 서적을 돌려 가며 읽고, 다시 읽고 여러번 읽고 암기하였다.

### 예에 대한 관점
그는 예는 일종의 정성이라 하였다. 김장생은 예학의 대가답게 많은 저술을 남기고 있는데 설화적 차원에서 그의 예론(禮論)이 등장하는 설화들도 전한다. 사계 김장생이 일찍이 시골마을에 있을 때에 어떤 사람이 와서 여쭈어 말하기를 “오늘 집안의 개가 새끼를 낳아 정결치 못하니 제사를 지내지 않는 것이 옳겠습니까.”라고 하니 선생이 “그렇게 하라”고 하였다. 또 어떤 사람이 와서 질문하기를 '집안에 아이를 낳은 일이 있으나 제삿날을 당하였으니 예를 폐할 수 없는 것임으로 비록 제사를 지낸다고 하더라도 또한 그렇게 하지 못할 것이 없지 않습니까”라고 하니 그가 말하기를 “그렇게 하라”고 하였다.
옆에 있던 사람들이 선생의 말을 듣고 이상하게 생각하니 선생이 말하기를 “앞의 사람은 정성이 없어서 제사를 지내고자 하지 않고 이 사람은 정성이 있음으로 제사를 지내고자 하니 예는 겉으로 만의 의식(儀式)에 있는 것이 아니다. 오직 정성스러움에 있을 뿐이다.”라고 하였다. 김장생은 예의 본질을 정성스러움으로 인식하고 있어서 정성이 없이 단지 흉내만 내는 것은 진정한 예가 아님으로 차라리 예를 갖추지 않는 것보다 못하다고 하였다.

### 다양한 학문
그는 송익필, 이이, 성혼 등에게서 수학하였다. 한편 토정 이지함을 찾아가기도 했다. 김장생의 학문과 정신세계의 형성과정에 있어서 특이한 인물중의 하나가 토정(土亭) 이지함(李之菡)이다. 이지함은 화담(花潭) 서경덕(徐敬德)의 제자로서 경학은 물론 천문과 전복에까지 능통했던 인물이었다. 기인(奇人)으로도 알려져 있는 이지함은 당시 보령(保寧)에서 가난한 백성들을 위하여 소금을 굽고 있었다. 다양한 스승에게서 다양한 학문을 접한 그는 어느 한 가지 사상이나 학문만이 진리라고는 하지 않았다.

## 가계
김장생에게는 여러 명의 첩이 있었는데, 그 중 네 명의 첩이 알려졌다.
- 조부 : 김호(金鎬)
- 조모 : 전의이씨
  - 아버지 : 김계휘(金繼輝)
  - 어머니 : 평산신씨
    - 부인 : 조어화[11](曺於火, 1551 ~ ?) - 조대건(曺大乾)의 딸
      - 장남 : 김은(金檃, 1567년 ~ ?) - 임진왜란 참전 중 실종
      - 차남 : 김집(金集, 1574년 ~ 1656년) - 호는 신독재, 학자
      - 자부 : 기계 유씨 - 유홍(兪泓)의 딸
      - 자부 : 덕수 이씨[12], 이이의 서녀
        - 손자 : 김익형(金益炯)

      - 3남 : 김반(金槃, 1580년 ~ 1640년)
      - 자부 : 안동 김씨 - 첨지중추 김여(金礪, 김려)의 딸
        - 손자 : 김익렬(金益烈)
        - 손자 : 대제학 김익희(金益熙, 1610년 ~ 1656년)
          - 증손자 : 좌승지 김만균(金萬均)
            - 고손녀 : 효종의 부마 청평도위 심익현(靑平都尉 沈益顯)의 동생인 증 이조판서 심익성(沈益成)에게 출가

      - 자부 : 연산 서씨(徐氏), 증참판 서주(徐澍)의 딸
        - 손자 : 김익겸(金益兼, 1614년 ~ 1637년 1월 22일)
          - 증손자 : 숙종의 국구 대제학 김만기(金萬基)
            - 고손자 : 호조판서 김진구(金鎭龜)
              - 현손자 : 서인 노론의 김춘택(金春澤)
                - 10세손인 : 대제학 김영수(金永壽)

            - 고손자 : 대제학 김진규(金鎭圭)
              - 현손자 : 김성택(金星澤)
              - 현손자 : 대제학 김양택(金陽澤)

            - 고손녀 : 숙종 정비 인경왕후(仁敬王后)

          - 증손자 : 구운몽과 사씨남정기 쓴 대제학 김만중(金萬重)

        - 손자 : 김익훈(金益勳,1619년 ~ 1689년)
          -             -               -                 - 9세손인 : 대제학 김상현(金尙鉉)

        - 손자 : 김익후(金益煦)
        - 손자 : 대사헌 김익경(金益炅)
          - 증손녀 : 효종의 부마 청평위 심익현(靑平尉 沈益顯)의 조카인 심정규(沈廷揆)에게 출가

        - 손녀 : 광산 김씨 - 이후원의 처(박태보의 장모,장인)

      - 장녀 : 광산 김씨(1575 ~ ?)
      - 사위 : 대구 서씨 서경휼(徐景霱)
      - 차녀 : 광산 김씨(1581 ~ ?)
      - 사위 : 청주 한씨 청녕군(淸寧君) 한덕급(韓德及)

    - 계실 : 순천 김씨(절재 김종서의 후손 김수언(金秀彦)의 딸). 1584년 재혼. 1605년 하세.
    - 부실 : 4명 이상
- 외조부 : 신영(申瑛)
  - 사돈 : 이이, 스승이자 사돈

## 사상과 영향력

### 서인 집권을 확립
그의 영향력은 이이의 문인으로 줄곧 조정에서 활약한 이귀(李貴)와 함께 인조 초반의 정국을 서인 중심으로 안착시키는 데 결정적인 역할을 하였다. 또한 부패와 권력남용을 일삼는 서인 공신세력과 거리를 두어 남인, 북인이 그를 공격할 수 없었다.

### 예학의 집대성
학문과 교육으로 보낸 향리 생활에서는 줄곧 곁을 떠나지 않은 아들 김집의 보필을 크게 받았다. 학문적으로 김장생은 조광조-백인걸의 학통을 계승한 이이와 성혼을 사사하고, 그 학통을 후대의 김집을 거쳐 송시열, 송준길 등과 윤선거, 박세채, 윤증 등에게 전수하는 역할을 하였다. 그는 그의 세 스승인 송익필, 이이, 성혼 등의 영향을 함께 받았다.
예학(禮學) 분야에서는 특히 구봉 송익필의 영향이 컸으며, 예학을 깊이 연구해 아들 김집에게 계승시켜 조선 예학의 태두로 예학파의 한 주류를 형성하였다. 이는 정구로부터 시작되는 남인, 북인계 예학과 함께 조선예학의 쌍벽을 이룩하였다.

### 실천적 예론
임진왜란과 인조반정, 정묘호란 등으로 당시 사회는 혼란에 빠졌고, 신분제의 붕괴와 연애결혼 등이 등장하였다. 동시에 각종 범죄가 확산되었다. 사계는 무너지는 사회 질서를 확립할 대안으로서 예(禮)를 제시하였다.
김장생은 예는 인간과 금수를 구별하는 기본적인 차이라 보았다. 예를 실천하기 위해서는 개인의 수신(修身)을 강조하고, 올바른 마음과 심성의 온전함을 지키며, 모두 예에 맞게 행동하고, 하늘을 우러러 조금이라도 부끄러움이 없어야 한다고 주장하였다. 또한 예를 실천하고 지킴에 있어서는 왕가와 사대부가와 평민의 구분이 없이 모두에게 적용되어야 한다고 봤다. 그러한 그의 예의 강조는 가례(家禮)를 통한 유교적인 가족질서 재확립을 위한 노력으로 이어졌으며, 《근사록》 등을 연구하여 당시의 토속과 인정에 맞추어 가례』를 고치고 보급하는 데 힘썼다.

### 정통 사상
혼란한 사회에는 바르지 못한 지도자가 나타나 사회를 흐린다고 봤다. 그는 사회를 바로 서게 하는 것은 통(統)을 바르게 하는 것이고 이를 '정통'(正統)이라 하였다. 가정, 사회, 국가에서는 그 나름의 기강과 위계와 질서가 필요하고, 이를 통해 사회를 바르게 서야 하는데 그것의 근간이 통(統)이며 이러한 통을 뒷받침해주는 것이 예라 하였다.
김장생의 예학론을 중심으로 하는 정통주의 사상은 후에 노론 집권세력의 정치이념과 사상적 근간이 되었다.

## 문화재 지정
- 계룡 사계고택 - 충청남도 기념물 제190호
- 김장생문묘배향교지 - 충청남도 시도유형문화재 제128호
- 김장생선생묘소일원 - 충청남도 시도기념물 제47호

## 기타
어린 시절부터 과거에 합격하여 관직에 진출하는데 인생의 목표를 두지 않았다. 여기에는 어린 나이에 어머니를 잃고 또 아버지가 삭탈관직되는 불행을 겪으면서 느낀 일종의 회의감이 작용하였다.
송시열, 송준길, 민정중, 민유중, 김수항, 김수흥, 김익훈 등이 모두 그의 제자였다. 또한 송시열의 후대에서도 윤증, 박세당 등의 소론계 학맥으로도 분화, 계승되었다. 이들은 김장생을 스승으로 모시다가 나중에 김집을 스승으로 하면서 보통 김집을 스승님으로, 김장생은 노스승님, 큰스승으로 불렀다.
아들 김집과 함께 서인 예학의 태두가 되었다. 이는 남인과 북인계 예학의 근간이 된 정구의 학파와 대립을 초래한다.
1618년(광해군 10년) 그가 쓴 󰡔경서변의󰡕(經書辨疑) 8권은 이처럼 그가 오랫동안 경서를 읽고 토론하며 의심나는 곳은 그때그때 기록해 두었다가, 이를 다시 정리한 것이다.

## 같이 보기
| - 성리학 - 예학 - 이이 - 성혼 - 송익필 - 김집 - 김육 - 송시열 - 송준길 - 원두표 - 박지계 - 허목 - 김상헌 - 김상용 - 김익훈 | - 임진왜란 - 정묘호란 - 송한필 - 백인걸 - 조헌 - 김반 - 김만기 - 김만중 - 민유중 - 민정중 - 민광훈 - 이유태 - 인현왕후 - 정구 | - 문묘 - 인조반정 - 동방 18현 - 과천향교 - 돈암서원 - 사계신독재양선생기념사업회 - 송갑조 - 안방준 |